# 2553 Вільєв
2553 Вільєв (2553 Viljev) — астероїд головного поясу, відкритий 29 березня 1979 року.
Тіссеранів параметр щодо Юпітера — 3,217.
Названо на честь Вільєва М. А. (рос. Михаил Анатольевич Вильев; 1893 — 1919) — російського астронома.